# Murawijka
Murawijka (ukr. Муравійка) – stacja kolejowa w miejscowości Werszynowa Murawijka, w rejonie czernihowskim, w obwodzie czernihowskim, na Ukrainie. Położona jest na linii Czernihów – Niżyn.

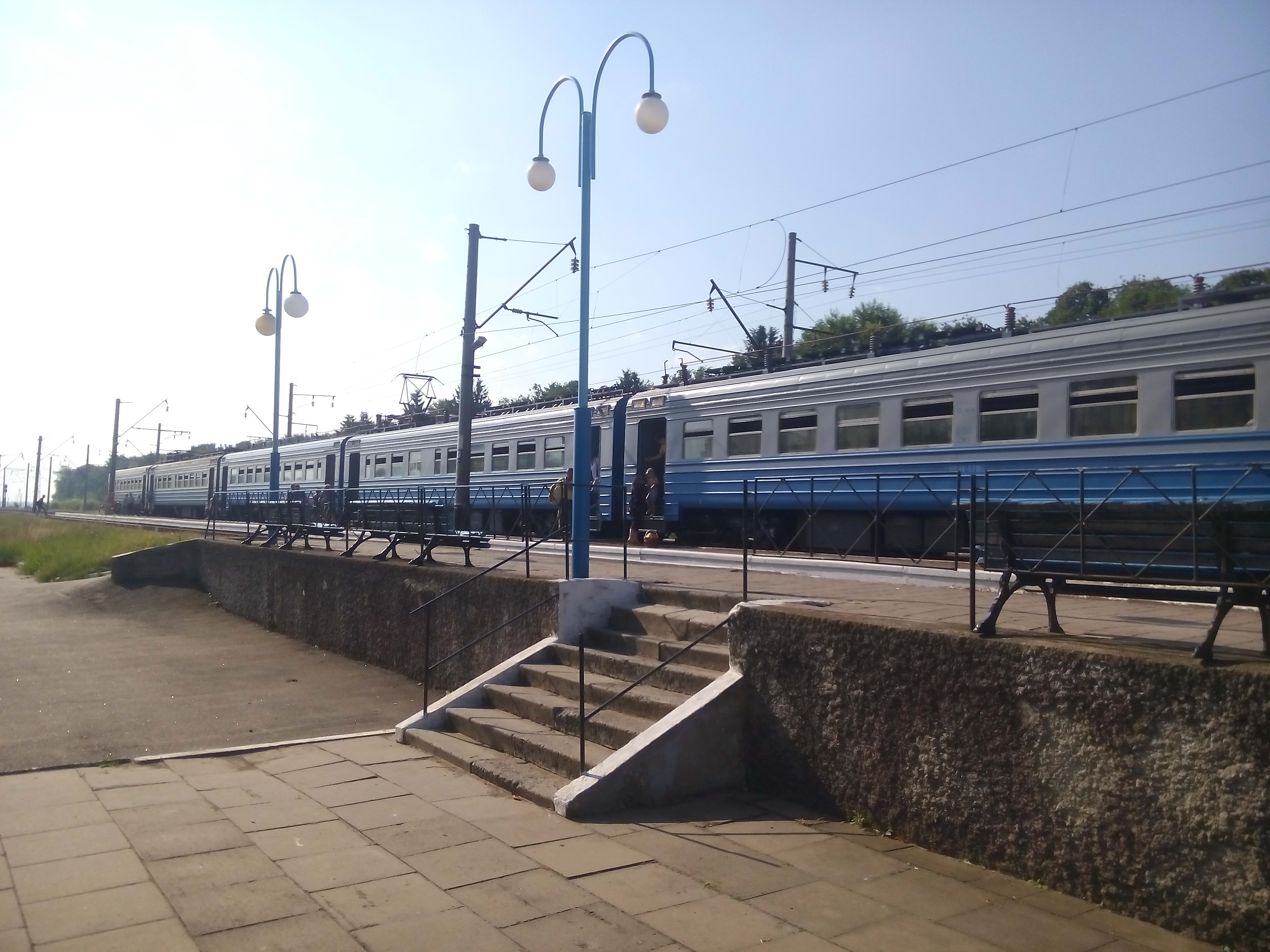
perony; widok w stronę Niżyna